# Караван-сарай (песня)
Караван-сарай (баш. Каруанhарай) — башкирская народная песня узун-кюй.

## История
Ты подивишься в Караван-сарае:

Там все постройки – под железной кровлей.

Отцы их наши, ради нас стараясь, 

В дни мирной жизни сообща построили.
Башкирская народная песня узун-кюй Караван-сарай была впервые записана М. И. Султановым в 10-е годы 20 века и опубликована в его книге «Башкирские и татарские мотивы» в 1916 году. В дальнейшем записывались другие варианты песни С. Агишем, Х. Ф. Ахметовым, М. А. Бурангуловым, З. Г. Исмагиловым, Л. Н. Лебединским, И. В. Салтыковым, А. А. Эйхенвальдом. Записано несколько вариантов текста песни, при этом главная темой в них остается любовная.
Возникновение песни связано со строительством в первой половине XIX века в знак благодарности башкирским воинам за их военные заслуги в Оренбурге Караван-сарая. История, связанная с его постройкой и использованием легла в основу народной песни.
Здания Караван-сарая возводились по проекту архитектора А. П. Брюллова и предназначались для учреждения в Оренбурге культурного центра, гостиницы, школы для башкирских детей. Здания строились на пожертвования башкир. Но в 1841 году, после окончания строительства, Караван-сарай был занят под канцелярию командующего башкирскими войсками и под казармы.

## Характеристика
Песня имеет лирико-эпический характер, умеренно орнаментированную мелодию, малый диапазон, переменную метроритмическую структуру.

## Исполнители
Исполнителями песни стали народная артистка РФ и РБ Ф. А. Кильдиярова, Г. З. Сафаргалин, М. Х. Хисматуллин, фольклорно-эстрадная группа «Караван Сарай».

## Использование
Обработками песни для фортепиано занимались композитор А. К. Березовский, для хора и оркестра — М. М. Валеев, для голоса и фортепиано — А. Т. Каримов, А. В. Фере — для хора a cappellа.
Композитор А. С. Ключарёв использовал мелодию песни в Фантазии на тему караван-сарая, для танца Караван-сарай, поставленного Я. З. Бикбердиным.